# Anneforsån
Anneforsån är ett vattendrag i södra Hälsingland, Ovanåkers och Bollnäs kommuner. Längd cirka 20 kilometer, inklusive källflöden cirka 35 kilometer. Högerbiflöde till Voxnan.
Anneforsån mynnar vid Fjäle vid viken Fjärden som fortsätter ut i Voxnan.
Viktigaste biflöde är Svartån och viktigaste källflöde Öjungsån.